# 木村絵理子
木村 絵理子（きむら えりこ）は、日本の女性音響監督。東北新社音響字幕制作事業部（旧 - 外画制作事業部）チーフディレクター。映像テクノアカデミア声優科講師。神奈川県横浜市出身。

## 人物
映像制作会社勤務を経て1989年に東北新社に入社。外画制作事業部演出部長を経て、2016年4月1日から現職。吹き替えの演出を専門としているが、2004年の『焼きたて!! ジャぱん』以降、アニメ作品の音響監督も手掛けるようになり、スタジオジブリ作品も手掛けている。

## 参加作品

### テレビアニメ
2004年
- 焼きたて!!ジャぱん（2004年 - 2006年）

2005年
- CLUSTER EDGE（2005年 - 2006年）

2006年
- 結界師（2006年 - 2007年）

2008年
- テイルズ オブ ジ アビス（2008年 - 2009年）

2010年
- 四畳半神話大系

2011年
- TIGER & BUNNY

2014年
- ピンポン THE ANIMATION
- ガンダム Gのレコンギスタ
- 山賊の娘ローニャ（アフレコ演出）

2016年
- チア男子!!

2017年
- 将国のアルタイル

2018年
- DOUBLE DECKER! ダグ&キリル

2019年
- ファンタシースターオンライン2 エピソード・オラクル

2020年
- 映像研には手を出すな！
- アーヤと魔女（アフレコ演出）

2021年
- サクガン

2022年
- 平家物語
- よふかしのうた

2023年
- 天国大魔境

2024年
- 夜のクラゲは泳げない
- ダンダダン

2025年
- カラオケ行こ!

### 劇場アニメ
2008年
- 崖の上のポニョ（録音演出）

2010年
- 借りぐらしのアリエッティ（アフレコ演出）

2011年
- コクリコ坂から（アフレコ演出）

2012年
- 劇場版 TIGER & BUNNY -The Beginning-（音響監督）

2013年
- 風立ちぬ（アフレコ演出）

2017年
- 夜は短し歩けよ乙女（音響監督）
- 夜明け告げるルーのうた（音響監督）
- メアリと魔女の花（アフレコ演出）

2018年
- 機動戦士ガンダムNT（音響監督）
- ペンギン・ハイウェイ（音響監督）

2019年
- きみと、波にのれたら（アフレコ演出）
- 劇場版 Gのレコンギスタ（音響監督）

2021年
- 機動戦士ガンダム 閃光のハサウェイ（録音演出）
- フラ・フラダンス（音響監督）

2022年
- 犬王（音響監督）
- 雨を告げる漂流団地（音響監督）

2023年
- 君たちはどう生きるか（アフレコ演出）

2024年
- 好きでも嫌いなあまのじゃく（音響監督）
- きみの色（音響監督）

時期未発表
- 機動戦士ガンダム 閃光のハサウェイ キルケーの魔女（録音演出）

### OVA
- うる星やつら ザ・障害物水泳大会（2010年）
- 機動戦士ガンダムUC（2010年）[1]

### Webアニメ
2015年
- 機動戦士ガンダム サンダーボルト

2018年
- DEVILMAN crybaby

2020年
- 日本沈没2020

2023年
- スコット・ピルグリム テイクス・オフ

2024年
- 怒りのオコリザル観察日記

### 吹き替え

#### ビデオ・DVD・劇場公開版
- インテンシティ/緊迫
- キング・オブ・エジプト
- ジャイアント・ピーチ
- シティ・オブ・エンジェル
- シティ・オブ・ゴッド
- シビル・アクション
- ダーク・シャドウ[3]
- ハリーポッターシリーズ[3]
  - ファンタスティック・ビーストシリーズ
- ボーイズ・オン・ザ・サイド
- ワイルド・ワイルド・ウエスト
- ディープエンド・オブ・オーシャン
- ディクテーター 身元不明でニューヨーク
- ナルニア国物語シリーズ
- マッドマックス:フュリオサ
- 幸せのちから
- 幸せのレシピ
- 四角い恋愛関係
- アット・ファースト・サイト あなたが見えなくても
- アナライズ・ユー
- さらば英雄/愛と銃撃の彼方に ※ビデオ版
- サンキュー、ボーイズ
- 三銃士/王妃の首飾りとダ・ヴィンチの飛行船 ※劇場公開版、ソフト版
- サンドロット/僕らがいた夏
- 飛べないアヒル
  - D2 マイティ・ダック
- ハード・キャンディ
- バイオ・クライシス
- ゴーストバスターズ ※ソフト版
- 自由な女神たち ハッピー・ウェディング
- スチュアート・リトル ※三好慶一郎との連名
  - スチュアート・リトル2
- ANNIE/アニー
- go
- ベビー・シッターズ・クラブ
- アベンジャーズ/エンドゲーム ※三好慶一郎との連名
- 白雪姫と鏡の女王
- トランスポーター
- Merry Christmas! 〜ロンドンに奇跡を起こした男〜
- オーシャンズ8
- スナッチ
- 白銀に燃えて
- ユー・ガット・メール
- トムとジェリー
- アイズ ワイド シャット
- イノセント・ボーイズ
- ヴァージン・スーサイズ
- ヴィドック
- ウェインズ・ワールド
- ヴェロニカ・ゲリン
- アウトライブ -飛天舞-
- アリス・イン・ワンダーランド／不思議の国のアリス
- アンダーワールド: エボリューション
  - アンダーワールド ビギンズ
  - アンダーワールド 覚醒
- エクセス・バゲッジ/シュガーな気持ち
- 奥さまは魔女
- オンリー・ユー
- 続・星の国から来た仲間
- ダウンタウン
- ダンス・ウィズ・ミー
- チャーリーズ・エンジェル
  - チャーリーズ・エンジェル フルスロットル
- 天才スピヴェット
- 天使にさよなら
- トリコロールに燃えて
- パルプ・フィクション
- ハンナ・モンタナ/ザ・ムービー
- ピーター・パン
- ピンクパンサー ※ビデオオリジナル版（安藤直子と共同）
- ブラボー火星人2000
- ポロック 2人だけのアトリエ
- モネ・ゲーム
- ライラの冒険 黄金の羅針盤
- ラスト・ソング
- 猟奇的な彼女
- ロスト・イン・トランスレーション
- N.Y.式ハッピー・セラピー
- 31年目の夫婦げんか
- かいじゅうたちのいるところ
- カレンダー・ガールズ
- カントリーベアーズ
- ギャングスターズ 明日へのタッチダウン
- キング・アーサー
- グッドナイト&グッドラック
- グッドナイト・ムーン
- クラス・オブ・1999
- グリッター きらめきの向こうに
- 恋するベーカリー
- 恋におぼれて

#### テレビ版
- アップ・ザ・クリーク
- イナフ ※テレビ東京版
- ウエスト・サイド物語 ※テレビ東京版
- 運命の女 ※テレビ朝日版
- キス・オブ・ザ・ドラゴン ※テレビ東京版
- キャスパー ※日本テレビ版
- サイン ※フジテレビ版
- サウンド・オブ・ミュージック ※テレビ東京版
- シー・デビル ※TV版
- JSA ※日本テレビ版
- ジュラシック・ワールド ※日本テレビ版
- 太陽がいっぱい ※スター・チャンネル版[1]
- ダーク・ハーフ ※テレビ東京版
- ダニー・ザ・ドッグ ※テレビ東京版
- ターミナル・ベロシティ ※テレビ朝日版
- 天使にラブ・ソングを… ※日本テレビ版
  - 天使にラブ・ソングを2 ※日本テレビ版
- トップガン ※日本テレビ版
- ナッティ・プロフェッサー クランプ教授の場合 ※日本テレビ版
- バーチュオシティ ※フジテレビ版
- ワイルド・ワイルド・ウエスト ※日本テレビ版
- マキシマム・リスク ※テレビ朝日版
- マーキュリー・ライジング ※テレビ朝日版
- メン・イン・ブラック ※日本テレビ版
  - メン・イン・ブラック2 ※テレビ朝日版
- ミクロキッズ ※フジテレビ版
- 48時間PART2/帰って来たふたり ※日本テレビ版
- レーシング・ストライプス ※日本テレビ版
- ロボコップ ※テレビ朝日版
- ROCK YOU! ※日本テレビ版
- ロミオ・マスト・ダイ ※日本テレビ版
- マウス・ハント ※TBS版
- マッドマックス 怒りのデス・ロード ※ザ・シネマ版
- マドンナのスーザンを探して
- ペイチェック 消された記憶 ※テレビ朝日版
- ベイビー・トーク ※日本テレビ版
  - リトル★ダイナマイツ/ベイビー・トークTOO
- ベイブ ※日本テレビ版
  - ベイブ/都会へ行く ※日本テレビ版
- ベスト・フレンズ・ウェディング ※日本テレビ版
- 星の王子 ニューヨークへ行く ※日本テレビ版
- デンジャラスゲーム L.A.大追跡 ※テレビ東京版
- RUN/標的にされた男 ※テレビ東京版
- トップ・シークレット ※テレビ朝日版
- ビーン ※日本テレビ版
- フォーエヴァー・ヤング 時を超えた告白 ※テレビ朝日版
- フォエバー・フレンズ ※テレビ東京版
- モーリス ※テレビ東京版
- 怒りのエクスタミネーター・地獄の標的 ※テレビ東京版
- フリー・ウィリー ※テレビ朝日版
  - フリー・ウィリー2 ※テレビ朝日版
- フレンチ・キス ※日本テレビ版
- セクシー・バンパイア/真紅に濡れた牙 ※テレビ東京版
- 卒業 ※テレビ東京版
- シルミド ※テレビ朝日版
- チャイニーズ・ゴースト・ストーリー2 ※テレビ東京版
- オペラ座の怪人 ※日本テレビ版
- ザ・ワン 特別篇 ※テレビ東京版
- 告発の行方 ※テレビ朝日版
- 屋根裏部屋の花たち ※テレビ東京版
- キラークラウン
- 愛されちゃって、マフィア
- 愛と大空に翔けた翼
- 愛と死の間で
- アルマゲドン ※日本テレビ版
- ホワイトハウス狂騒曲 ※テレビ朝日版
- 女刑事キャグニー&レイシー
- ゴースト/ニューヨークの幻 ※テレビ朝日版
- ジャングル・ブック ※機内上映版
- ストーミー・マンディ
- タイフーン/TYPHOON ※テレビ朝日版
- ダッドナップ ～パパ誘拐計画
- A.I. ※TBS版
- アイ・アム・サム ※日本テレビ版
- LOVERS ※テレビ朝日版
- TUBE ※テレビ朝日版
- WHO AM I? ※テレビ朝日版
- 101 ※テレビ朝日版
- シークレット・ウエポン/死の標的 ※テレビ東京版
- ミスター・タンク ※テレビ朝日版
- カウボーイ・コップ/マンハッタン大追跡 ※テレビ東京版
- バッドボーイズ2バッド ※テレビ朝日版
- ハート・オブ・ウーマン ※日本テレビ版
- ハート・オブ・デキシー ～二十歳の旅立ち～ ※テレビ東京版
- 灰色グマの一生 ※ディズニー・チャンネル新録版
- バック・トゥ・スクール ※テレビ朝日版
- シェーン ※テレビ東京版
- ノッティングヒルの恋人 ※日本テレビ版
- 張り込みプラス ※日本テレビ版
- リベンジ・コップ/地獄の追跡者
- キーファー・サザーランドの ベイ・ボーイ

#### 海外ドラマ
- アナザー・ライフ〜天国からの3日間〜
- ナース・ジャッキー[3]
- フルハウス
  - フラーハウス[3]
- ワンス・アポン・ア・タイム
- ALCATRAZ/アルカトラズ
- ハーフ・ザ・スカイ
- 堕ちた弁護士 -ニック・フォーリン-
- シークレット・アイドル ハンナ・モンタナ

#### 海外アニメ
- カーズ
  - カーズトゥーン メーターの世界つくり話
  - メーターの東京レース
- カールじいさんの空飛ぶ家
- くまのプーさん 完全保存版 ※BVHE版2代目
  - ディズニー 新くまのプーさん
  - くまのプーさん/みんなのクリスマス
  - くまのプーさん 完全保存版II ピグレット・ムービー
  - くまのプーさん/ランピーとぶるぶるオバケ
  - くまのプーさん
- ファインディング・ニモ
  - ファインディング・ドリー
- モンスター・ホテル[3]
  - モンスター・ホテル2
  - モンスター・ホテル クルーズ船の恋は危険がいっぱい?!
- モンスターズ・インク
  - モンスターズ・ユニバーシティ
- ルイスと未来泥棒
- レミーのおいしいレストラン
- キャッツ・ドント・ダンス
- くもりときどきミートボール
  - くもりときどきミートボール2 フード・アニマル誕生の秘密
- 劇場版 ムーミン 南の海で楽しいバカンス
- I LOVE スヌーピー THE PEANUT MOVIE
- アーサー・クリスマスの大冒険
- アーリーマン 〜ダグと仲間のキックオフ!〜 ※伊達康将との連名
- アイアン・ジャイアント
- チキン・リトル
- トムとジェリー
  - トムとジェリー魔法の指輪
  - トムとジェリー 火星へ行く
  - トムとジェリー ワイルド・スピード
  - トムとジェリー テイルズ
- ライオン・キング2 シンバズ・プライド
- ライオン・キング3 ハクナ・マタタ
- リトルプリンス 星の王子さまと私
- リトル・マーメイドII Return to The Sea
- リトル・レッド レシピ泥棒は誰だ!?
- きよしこの夜 バスターとチョーンシーの素敵なクリスマス
- メガマインド
- 眠れる森の美女 ※1995年公開版
- ノートルダムの鐘II
- Mr.インクレディブル
- ウォーリー
- 101匹わんちゃんII パッチのはじめての冒険 ※加藤敏と共同
- スチュアート・リトル3 森の仲間と大冒険
- スペースファミリー/ジェットソンズ
- スワン・プリンセス3/禁断の書
- ハッピー フィート2 踊るペンギンレスキュー隊
- ラテン・アメリカの旅 ※加藤敏、高橋剛、向山宏志と共同

### ゲーム
- クラッシュ・バンディクー2 コルテックスの逆襲!
- ソニックアドベンチャー
- ソニックシャッフル
- ソニックアドベンチャー2
- ソニックヒーローズ
- ソニックアドバンス3
- シャドウ・ザ・ヘッジホッグ
- ソニック・ザ・ヘッジホッグ (2006年のゲーム)
- ソニックと秘密のリング
- ソニックと暗黒の騎士
- マリオ&ソニック AT ロンドンオリンピック
- ソニック ジェネレーションズ
- ソニック ロストワールド